# 퍽시 FC
퍽시 FC(헝가리어: Paksi Futball Club)는 퍽시를 연고로 하는 헝가리의 축구 클럽이다. 현재는 넴제티 버이녹샤그 I에 참가하고 있다.

## 성적
- 넴제티 버이녹샤그 I 준우승 1회 (2010-11)
- 넴제티 버이녹샤그 II 우승 1회 (2005-06)
- 넴제티 버이녹샤그 III 우승 1회 (2000-2001)
- 헝가리 리그컵 우승 1회 (2010-11), 준우승 1회 (2009-10)

## 선수 명단

### 현역
- 뵈데 다니엘(2019 ~ )
- 페테르 사파노스(2023 ~ )
- 노르베르트 쾨니베시(2013 ~ 2015, 2019 ~ 2020, 2023 ~ )

### 역대
틀:퍽시 FC 선수 명단